# Pseudomicrocentria
Pseudomicrocentria es un género de arañas araneomorfas de la familia Linyphiidae. Se encuentra en el África subsahariana y sudeste de Asia.

## Lista de especies
Según The World Spider Catalog 12.0:
- Pseudomicrocentria minutissima Miller, 1970
- Pseudomicrocentria simplex Locket, 1982